# اتحاد أوغندا لكرة القدم
تأسس اتحاد أوغاندا لكرة القدم في عام 1924م وانضم إلى الإتحاد الدولي لكرة القدم في 1959م وانضم إلى الاتحاد الأفريقي لكرة القدم في 1959م.